# 因幡船岡駅
因幡船岡駅（いなばふなおかえき）は、鳥取県八頭郡八頭町船岡字上向田にある、若桜鉄道若桜線の駅。

## 歴史
- 1930年（昭和5年）1月20日：国鉄若桜線が郡家駅 - 隼駅間で開業した際に設置[1]。旅客・貨物の取扱を開始[1]。
- 1963年（昭和38年）4月1日：業務委託駅となる（日本交通観光社に委託）[2]。
- 1974年（昭和49年）10月1日：貨物取扱を廃止[1]。
- 1984年（昭和59年）2月1日：荷物扱い廃止[1]。
- 1985年（昭和60年）3月14日：駅員無配置駅となる[3]。
- 1987年（昭和62年）
  - 4月1日：国鉄分割民営化により、西日本旅客鉄道の駅となる[1]。
  - 10月14日：若桜線の第三セクター化により、若桜鉄道の駅となる[1]。
- 2008年（平成20年）7月8日：登録有形文化財に登録[4]。

## 駅構造
若桜方面に向かって右側に単式ホーム1面1線を有する地上駅（停留所）。線路の南にホームが置かれており、その南側に木造の駅舎がある。この駅本屋およびプラットホームは1929年（昭和4年）の建築であり、2008年（平成20年）には国の登録有形文化財に登録された。
駅舎内に縫製工場が入っており、簡易委託駅として乗車券類の販売を受託している。なお男女共用の水洗式便所が改札外に設置されている。

## 利用状況
1日の平均乗降人員は以下の通りである。
| 乗降人員推移 | 乗降人員推移 |
| 年度         | 1日平均人数  |
| ------------ | ------------ |
| 2011年       | 56           |
| 2012年       | 42           |
| 2013年       | 57           |
| 2014年       | 42           |
| 2015年       | 34           |
| 2016年       | 43           |
| 2017年       | 37           |
| 2018年       | 35           |

## 駅周辺
- 八頭町役場 船岡庁舎
- 郡家警察署 船岡駐在所
- 船岡郵便局
- 鳥取銀行
- トスク ふなおか店
- 八頭町立船岡小学校
- 国道482号
- 鳥取県道32号郡家鹿野気高線

## 隣の駅
若桜鉄道
■若桜線
八頭高校前駅 - 因幡船岡駅 - 隼駅